# Artemivka, Petrove
Artemivka (în ucraineană Артемівка) este un sat în comuna Zelene din raionul Petrove, regiunea Kirovohrad, Ucraina.

## Demografie
Componența lingvistică a localității Artemivka
     Ucraineană (73,68%)
     Rusă (26,32%)
Conform recensământului din 2001, majoritatea populației localității Artemivka era vorbitoare de ucraineană (73,68%), existând în minoritate și vorbitori de rusă (26,32%).